# Stryj (rzeka)

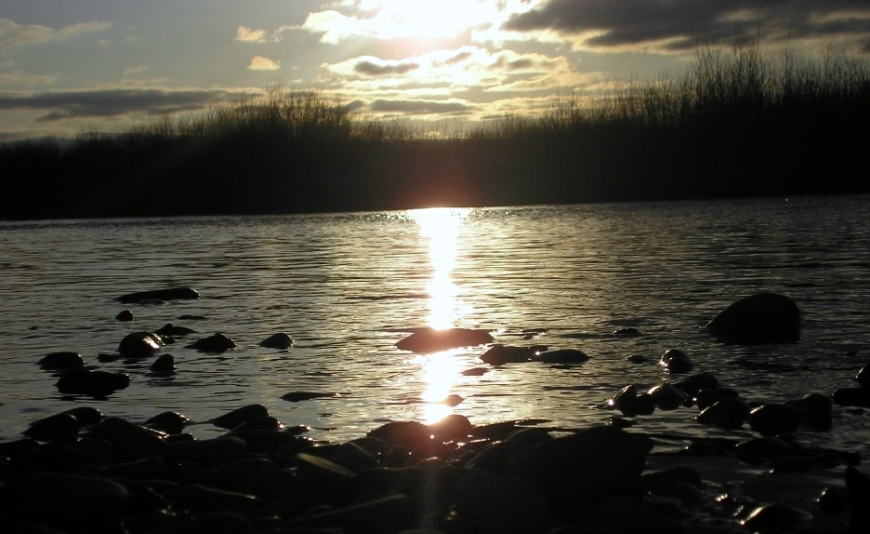
Stryj nocą – Hnizdyczów

Stryj (ukr. Стрий) – rzeka na Ukrainie, prawy dopływ Dniestru. Źródło, cały bieg rzeki i ujście do Dniestru znajduje się na terenie obwodu lwowskiego.
Rzeka ma swoje źródło w Bieszczadach Wschodnich (na płn. stokach wododziału karpackiego) na płn.-zach. zboczu Jawornika Wielkiego, pomiędzy wsiami Werchniaczka (d. Wyżłów) i Oporzec. Początkowo płynie na zachód, a po minięciu Werchniaczki skręca na południe. Przez większą część swojego biegu rzeka płynie wąskimi dolinami. Wpada do Dniestru między Chodorowem a Żydaczowem, 10 km od Żydaczowa.
Do momentu połączenia z Dniestrem ma większą od niego długość, to znaczy 236 km. Powierzchnia dorzecza wynosi 3055 km². Przepływ wody w odległości 17 km od źródła wynosi 45,2 m³/sek, a największy – 890 m³/sek. Zasilanie rzeki mieszane. Brzegi gęsto porośnięte świerkami i lasami mieszanymi. Szerokość rzeki waha się od 30–50 m w górnym biegu, a w dolnym – do 150 m. Lód na rzece utrzymuje się w okresie listopad – kwiecień. Ma 31 dopływów, największy z nich to Opór.
Najważniejsze miasta nad Stryjem: Turka, Stryj, Żydaczów.

## Literatura
- Л. Плечко, И. Сабанеева «Водные маршруты СССР. Европейская часть», М., ФиС, 1973 г.